# La Guardia (Boliwia)
La Guardia – miasto w Boliwii, położone w środkowej części departamentu Santa Cruz.

## Demografia
.